# 崇俊
崇俊（1831年—?），字雨岑，号志齋，一号显臣，佟佳氏，满州正蓝旗人，清朝政治人物。进士出身。
同治十年，登进士。光绪3年（1877年），擔任清朝遵义府婺川縣知縣。后由冉崇俊接任。